# محمدعلی سلطانی
محمّدعلی سلطانی (۱۳۳۶ در کرمانشاه)، نویسندهٔ کردپژوه است که در زمینهٔ ادبیات، تاریخ و ادیان و مذاهب کردستان و به ویژه منطقهٔ کرمانشاه به پژوهش پرداخته‌است. وی در مراکز آموزش عالی به تدریس علوم انسانی می‌پردازد.

## زندگی
محمّدعلی سلطانی در سال ۱۳۳۶ خورشیدی در کرمانشاه به دنیا آمد. او تحصیلات ابتدایی و متوسطه را در کرمانشاه به پایان رساند. سلطانی در همان زمان تحصیل علوم مذهبی را نیز پی گرفت و مدتی نزد سید محمدطاهر هاشمی و سیدمحمد شیخ‌الاسلام (استاد دانشگاه تهران و شیخ‌الاسلام کردستان) به شاگردی در علوم اسلامی پرداخت. محمدعلی سلطانی پس از آن برای تحصیلات دانشگاهی به تهران رفت و در آنجا در زمینۀ عرفان و فلسفه نزد غلامرضا کیوان سمیعی شاگرد عباسعلی کیوان قزوینی به شاگردی پرداخت. کیوان سمیعی بعدها اجازهٔ تنقیح و تصحیح آثار خود را به واسطهٔ این رابطه به سلطانی واگذار کرد. سلطانی تحصیلات خود را تا پایان مقطع دکترا ادامه داد. وی در سال ۱۳۶۳ با فریبا مقصودی ازدواج کرد و در سال ۱۳۶۶ به همراه وی به تهران مهاجرت کرد و در آنجا ساکن شد.

## پژوهش در تاریخ ادبیات
محمدعلی سلطانی در سال ۱۳۶۲ و هنگامی که ۲۶ سال داشت، نخستین پژوهش خود در حوزهٔ ادبیات کردی را با عنوان «مناجات‌های جاویدان ادب کردی» منتشر کرد. وی پس از آن پژوهش‌های خود در این زمینه را ادامه داد و در سال ۱۳۶۴ نخستین مجلد از مجموعهٔ ۶ جلدی «ح‍دی‍ق‍ه س‍ل‍طان‍ی: اح‍وال و آث‍ار ش‍اع‍ران ب‍رج‍س‍ت‍ه ک‍رد و ک‍ردی‌س‍رای‍ان ک‍رم‍اش‍ان از ع‍ه‍د ت‍ی‍م‍وری ت‍ا ع‍ص‍ر ح‍اض‍ر» را به چاپ سپرد. سید محمدطاهر هاشمی بر این مجلد نظارت کرده و بر آن مقدمه نوشته بود.

## تاریخ منطقهٔ کرمانشاهان
محمدعلی سلطانی به پژوهش در زمینهٔ تاریخ و جغرافیای منطقهٔ جنوب کردستان ایران و به‌طور مشخص منطقهٔ کرمانشاه پرداخت و در سال ۱۳۷۰ نتیجهٔ پژوهش و گردآوری‌های خود را در کتابی با عنوان «جغرافیای تاریخی و تاریخ مفصل کرمانشاهان (ب‍اخ‍ت‍ران)» در سه جلد به چاپ رساند. این کتاب بار دوم در سال ۱۳۸۰ برای بار دوم و این بار در ۱۰ مجلد چاپ شد. این مجموعه از سوی جمهوری اسلامی ایران دو لوح تقدیر کتاب سال و پژوهش سال در سطح کشور و از سوی اقلیم کردستان عراق تندیس بلورین آراس دریافت کرده و تاکنون جامع‌ترین کتاب در زمینهٔ تاریخ منطقهٔ کرمانشاه به‌شمار می‌آید.
سلطانی همچنین در زمینهٔ تاریخ معاصر کرمانشاه نیز به گردآوری اسناد و اطلاعات دست زده و در سال ۱۳۷۸ مجموعه‌ای را به نام «اح‍زاب س‍ی‍اس‍ی و ان‍ج‍م‍ن‌ه‍ای س‍ری در ک‍رم‍ان‍ش‍اه از ف‍رام‍وش‌خ‍ان‍ه ت‍ا خ‍ان‍ه س‍ی‍اه: دوره‌ه‍ای ۱–۵ ان‍ت‍خ‍اب‍ات م‍ج‍ل‍س ش‍ورای م‍ل‍ی و ف‍ری‍ادگ‍ران ب‍ر ن‍ظام دی‍ک‍ت‍ات‍وری از ک‍رم‍ان‍ش‍اه» در ۲ مجلد به چاپ رساند.
کار دیگر سلطانی در زمینهٔ تاریخ معاصر کرمانشاه، انتشار کتاب «اسناد نهضت مشروطیت در کرمانشاهان از آرشیو آیت‌الله حاج محمدمهدی کرمانشاهی (فیض مهدوی) لیدرملیون کرمانشاهان» بوده‌است که در سال ۱۳۸۷ از طریق مؤسسه تحقیقات و توسعه علوم انسانی دانشگاه تهران به چاپ رسید.

## تاریخ کردستان
محمدعلی سلطانی علاوه بر پژوهش در تاریخ و ادبیات منطقهٔ جنوب کردستان ایران (کرمانشاه و ایلام)، در رابطه با تاریخ مناطق دیگر کردستان نیز به پژوهش پرداخته‌است. در این رابطه وی به چاپ کتاب‌های «اوض‍اع س‍ی‍اس‍ی اج‍ت‍م‍اع‍ی ت‍اری‍خ‍ی ای‍ل ب‍ارزان‌اسرار بارزان: به انضمام اسرار بارزان - اسماعیل اردلان - ۱۳۲۵ شمسی» (۱۳۸۴) و «نق‍ش ک‍رده‍ا در پ‍اس‍داری از ف‍ره‍ن‍گ و ت‍م‍دن ای‍ران‍ی» (۱۳۸۵) مبادرت ورزیده‌است. وی همچنین کتاب «تاریخ جاف» اثر کریم‌بیگ فتاح‌بیک جاف را به فارسی ترجمه کرده‌است.

## پژوهش در آیین یارسان
سلطانی همچنین در زمینهٔ تاریخ یارسان به پژوهش پرداخته و بررسی خود را در سال ۱۳۷۶ در کتابی با عنوان «ق‍ی‍ام و ن‍ه‍ض‍ت ع‍ل‍وی‍ان زاگ‍رس در (ه‍م‍دان، ک‍رم‍ان‍ش‍اه‍ان، ک‍ردس‍ت‍ان، خ‍وزس‍ت‍ان، آذرب‍ای‍ج‍ان)، ی‍ا (ت‍اری‍خ ت‍ح‍ل‍ی‍ل‍ی اه‍ل ح‍ق)» در ۲ مجلد به چاپ رساند. کتاب اخیر به زبانهای کردی سورانی و ترکی استانبولی ترجمه شده‌است.

## خوشنویسی
محمدعلی سلطانی در زمینهٔ خوشنویسی نیز به تحقیق پرداخته و همچنین در این زمینه در ارتباط با مرتضی نجومی به فراگیری خوشنویسی پرداخت. سلطانی دو مجموعه از آثار نجومی با نام‌های «کیمیای هستی» و «سحر مبین» شامل آثار وی در زمینهٔ خوشنویسی و تذهیب را جمع‌آوری کرده و بر آن‌ها مقدمه نوشته‌است. وی همچنین مدتی عضو هیئت تحریریه فصلنامه هنری «چلیپا» به سردبیری حسین الهی قمشه‌ای بود.

## تصحیح اشعار
محمدعلی سلطانی در زمینهٔ تصحیح و چاپ آثار شاعران کرد نیز فعالیت داشته‌است. وی تاکنون اشعار شاعران کردی سرا مانند شامی کرمانشاهی، پرتو کرمانشاهی، سید یعقوب ماهیدشتی، سید صالح ماهیدشتی، غلامرضاخان ارکوازی و درویش قلی کرندی و همچنین اشعار شاعران فارسی سرای کرد مانند طه‍م‍اس‍ب ق‍ل‍ی‌خ‍ان وح‍دت ک‍رم‍ان‍ش‍اه‍ی و میرزا احمد الهامی کرمانشاهی را تصحیح و منتشر نموده‌است.

## دربارهٔ سلطانی
کتاب یادنامهٔ محمدعلی سلطانی حاوی مقالاتی دربارهٔ وی و آثارش با مشخصات زیر به چاپ رسیده‌است:
- ارجنامه سلطانی: به‌پاس چهل‌سال تلاش تأثیرگذار و خستگی‌ناپذیر محمدعلی سلطانی پدر تاریخ کرمانشاهان در حوزهٔ کُردپژوهی و کرمانشاه‌شناسی، زیرنظر ابراهیم رحیمی‌زنگنه و خلیل کهریزی، ۲ ج، تهران: سها، ۱۳۹۷.

## بزرگداشت
مراسم تجلیل از محمدعلی سلطانی و فریبا مقصودی عصر روز چهارشنبه ۵ تیر ۱۳۹۸ با عنوان «آئین نکوداشت محمدعلی سلطانی و رونمایی از کتاب ارجنامهٔ سلطانی» به مناسبت روز فرهنگی کرمانشاه از طرف معاونت فرهنگی، هنری و ورزشی شهرداری کرمانشاه با حضور هنرمندان و چهره‌های فرهنگی کرد برگزار شد و طی آن کتاب «ارجنامهٔ سلطانی» نیز معرفی و رونمایی شد. در این مراسم محمدعلی سلطانی انتقاداتی را از وضعیت فرهنگی شهر و استان کرمانشاه و بی‌توجهی به فرهنگ و تاریخ این منطقه از جانب مسئولان به‌طور کلی، و آثار خودش به‌طور خاص مطرح کرد.
در ۱۲ تیر ۱۳۹۸ در جریان کنگرۀ جهانی مشاهیر و مفاخر کُرد در دانشگاه کردستان از محمدعلی سلطانی به عنوان یکی از ۳۰ چهرۀ برگزیده تجلیل شد. وی یکی از سخنرانان اصلی این مراسم نیز بود.
در ۲۶ فروردین ۱۴۰۳ همزمان با زادروز محمدعلی سلطانی شهرداری روانسر در مراسمی بلواری را در این شهر از استان کرمانشاه به نام «بلوار محمدعلی سلطانی» نام‌گذاری کرد.